# Los Extraditables
Los Extraditables va ser una organització criminal creada pels caps colombians de la droga considerada un apèndix del Càrtel de Medellín. El 6 de novembre de 1986, els serveis d'intel·ligència del Departament Administratiu de Seguretat (DAS) i la Direcció de Policia Judicial i Recerca (Dijin) van assenyalar a Pablo Escobar Gaviria com el seu màxim cap de combat.

## Història

### Creació
El 6 de novembre de 1986, un any després dels successos del Palau de Justícia de Bogotà, es va conèixer que els narcotraficants del Càrtel de Medellín i altres narcotraficants de diversos llocs es van unir per llançar la famosa proclama ː
| «                   | Preferim una tomba a Colòmbia que una presó als Estats Units | » |
| — Los Extraditables |                                                              |   |

El grup es deia Los Extraditables, ja que estava format pels criminals que tenien ordre d'extradició cap als Estats Units, i buscaven per tots els mitjans enfonsar els tractats d'extradició vigents o per signar-se amb aquest país.

### Activitats
L'objectiu de Los Extraditables en principi va ser la lluita contra l'extradició de colombians a l'exterior mitjançant la utilització de l'amenaça i la sentència de mort als qui es mostressin d'acord amb aquesta mesura. Era influir en la societat i en els estaments jurídics i legislatius de l'estat perquè no existís cap tractat d'extradició amb els Estats Units.
Inicialment el grup es va dedicar a publicar avisos de premsa on defensaven la seva posició, així com a influir en partits polítics perquè defensessin les seves tesis. No obstant això, amb el pas del temps això es va convertir en una guerra entre l'estat i la màfia. L'estat perseguint-los amb cossos militars especialitzats i els narcotraficants posant bombes en ciutats.
L'abril de 1990, el grup va anunciar que trencava relacions amb Escobar, a qui li van atribuir els crims comesos al llarg de 1989, especialment quan el govern colombià de Barco va declarar la guerra als narcotraficants per l'assassinat el 18 d'agost d'aquest any del dirigent liberal Luis Carlos Galán, que es perfilava com el proper president del país i a qui els criminals temien perquè tenia en ment extradir-los a tots.

### Membres
Els seus membres van ser en gran part del Càrtel de Medellín i afins vinculats al negoci del narcotràfic. Els màxims caps de l'organització eren:
- Pablo Escobar Gaviria, abatut el 2 de desembre de 1993 en la teulada d'una casa a Medellín.
- Gustavo Gaviria, abatut el 12 d'agost de 1990 a la seva casa de Medellín.
- Gonzalo Rodríguez Gacha, abatut el 15 de desembre de 1989 des d'un helicòpter en la seva finca de Tolú.
- Carlos Lehder, Capturat el 4 de febrer de 1987 en una finca, traït per Escobar, condemnat inicialment a cadena perpètua més 135 anys en una presó federal dels Estats Units. Per la seva col·laboració en el cas Noriega la seva sentència va ser rebaixada a 55 anys de presó.
- Juan David Ochoa, el gran dels germans Ochoa. Es va sotmetre a la justícia el 16 de febrer de 1991. Va ser reclòs a la presó d'Itagüí, i deixat en llibertat el 1996 després d'un acord amb la fiscalia. Va morir el 25 de juliol de 2013 a la ciutat de Medellín, d'un infart.
- Jorge Luis Ochoa, pertanyent al clan dels Ochoa, va ser el més important dels seus germans dins de l'organització criminal. Reconegut criador de cavalls es va convertir en el número 2 a la mort de Gaviria Rivero. Es va rendir el 15 de gener de 1991 com a part de la política de submissió a la justícia del govern de César Gaviria. Va ser condemnat a 8 anys i 4 mesos de presó amb una pena efectiva de 5 anys, 5 mesos i 21 dies gràcies a les rebaixes que va tenir en la seva pena. Finalment Jorge Luis va ser posat en llibertat el dia 5 de juliol de 1996 per pena complerta.
- Fabio Ochoa Vásquez, el menor del clan dels Ochoa, condemnat a 30 anys en una presó federal dels Estats Units.

### Final
El grup es va desintegrar el 2 de desembre de 1993, amb la baixa d'Escobar en una casa de Medellín, a mans del Bloque de Búsqueda, i amb ell, el Càrtel es va desintegrar.

## Llegat
- El llibre Notícia de un secuestro de l'escriptor colombià Gabriel García Márquez, en el qual es narren temes relacionats amb segrestos realitzats pels Extraditables.